# عصمت آی
عصمت آی (انگلیسی: İsmet Ay؛ ۲۸ دسامبر ۱۹۲۴ – ۷ اکتبر ۲۰۰۴) بازیگر اهل ترکیه بود. وی بین سال‌های ۱۹۴۸ تا ۲۰۰۴ میلادی فعالیت می‌کرد.